# جيمس نيلسون (لاعب كريكت)
جيمس نيلسون (27 أغسطس 1873 بكرايستشرش في نيوزيلندا - 1 يونيو 1950) (بالإنجليزية: James Nelson)‏ هو لاعب كريكت نيوزلندي.

## وصلات خارجية
- جيمس نيلسون على موقع إي آس بي آن كريك إنفو (الإنجليزية)